# Tart – Jet Set Kids
Tart – Jet Set Kids (Tart) ist ein Filmdrama aus dem Jahr 2001. Die Hauptrolle in dem US-amerikanisch-kanadischen Jugendfilm spielte Dominique Swain. Christina Wayne führte Regie und schrieb auch das Drehbuch.

## Handlung
Die schüchterne siebzehnjährige Cat Storm besucht die elfte Klasse einer privaten Nobelschule in den USA. Sie will den anderen Mädchen ihres Alters, die aus dem Jetset stammen, und vor allem Jungs imponieren. Ihre rebellische, in Sachen Sex schon erfahrene Freundin Delilah Milford wird wegen Drogenbesitzes von der Schule verwiesen. Cat lebt in schwierigen familiären Verhältnissen. Ihre Eltern sind geschieden und haben finanzielle Probleme. Ihr neunjähriger Bruder kann aus Angst vor Krankheiten und dem Tod nachts nicht schlafen. Einige Mitschülerinnen stiften Cat zum Stehlen von Kosmetika als Mutprobe an.
Bei einer Party von Peg werden Drogen konsumiert. Cat lehnt vorerst ab, ein anderer Partygast, William, hingegen nicht. Er und Cat kommen sich näher, und bald schwärmt sie für den gut aussehenden Jungen, von dem sie sich Liebe und Freude in ihrem tristen Leben erhofft. Cats Mutter, Lily Storm, lehnt ihn ab, weil er nach Alkohol riecht. Gemeinsam nehmen Cat und William Koks und schlafen miteinander. Cat offenbart ihm, dass ihr Vater Jude ist und ihre Familie den Namen Steinberg auf Storm geändert hat. Bald stellt sich heraus, dass es für William nur eines von vielen unbedeutenden Abenteuern war. Cat ist bedrückt, nimmt Tabletten, trinkt Alkohol und bleibt leblos liegen. Als William ihre vermeintliche Leiche wegschaffen will, erwacht sie doch noch und übergibt sich.
William lebt in zerrütteten Familienverhältnissen. Sein betrunkener Vater schlägt seine Mutter. William trinkt und nimmt Drogen, um seine Probleme zu vergessen. Er steht im Verdacht, bei seinen Besuchen verschiedenen Leuten Schmuck gestohlen zu haben. Entlassen wird aber der Portier. Cat wird immer unglücklicher mit ihrem Leben. William ist inzwischen mit Peg zusammen. Er hat ihr von Cats jüdischen Wurzeln erzählt, woraufhin ihre snobistischen Mitschüler nichts mehr mit ihr zu tun haben wollen.
Cat flieht mit Bekannten für ein Wochenende aufs Land. Bei einer nächtlichen Openair-Party von Peg trifft sie ihre von der Schule verwiesene Freundin Delilah wieder. Diese fühlt sich von Cat alleine gelassen, weil sie nicht einmal angerufen hat, als ihr Vater verhaftet wurde. Sie versöhnen sich aber wieder. Delilah überrascht William bei sexuellen Handlungen mit einem Mann. Im Wald stößt er das Mädchen bei einem Wortgefecht nieder. Sie schreit und droht, ihn anzuzeigen. Daraufhin verliert er die Nerven und schlägt auf sie ein. Cat versucht Delilah zu finden und ruft nach ihr, aber dann fahren alle ohne die Verschwundene zurück.
Cat kehrt nach Hause zu ihrer Mutter zurück, die sich Sorgen gemacht hat. In den Nachrichten erfährt Cat vom Mord an dem jungen Mädchen und von Williams Verhaftung. Sie weint. Ihr Bestreben, dazuzugehören und den Schwierigkeiten des Alltags zu entfliehen, ist gescheitert, ebenso wie ihre kurze Liebesbeziehung zu William. Es bleibt die gegenseitige Liebe und Zusammengehörigkeit zu ihrer Mutter und ihrem Bruder.

## Kritiken
- Cinema schrieb, dass der Film „viel Geschwätz“, aber „wenig Substanz“ beinhalte.[1]

## Auszeichnungen
- Dominique Swain wurde 2003 als beste Schauspielerin bei den DVD Exclusive Awards für einen DVD Premiere Award nominiert.

## Hintergrundinformationen
Gedreht wurde ab August 1999 in New York City und Toronto. Das Budget belief sich auf etwa 3,3 Millionen US-Dollar.
Im Jahr 2002 wurden DVDs in Deutsch und Englisch und VHS-Kassetten in deutscher Sprache veröffentlicht.